# Holmstrup Station
Holmstrup Station er en jernbanestation i Holmstrup.